# Гарман (сельскохозяйственное орудие)

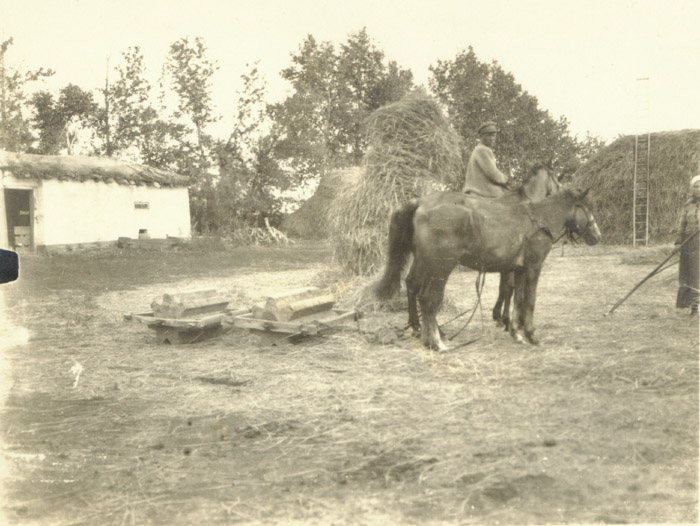
Работа с гарманом, Российская империя.

Гарма́н — сельскохозяйственный инструмент для обмолота зерна, а также молотьба домашними животными (волы или лошади), запряжёнными в каменные катки или в телеги, нагруженные каменьями; применялось в Российской империи до XX века.
На Херсонщине гарман — также ток для молотьбы лошадьми. Данный способ обмолота был неэкономичен, так как часть зерна растаптывается и ломается, а солома становится непригодна. Обмолот на гарманах, общее название — гоньба или вытаптывание зерна животными и выдавливание его из колосьев колёсами движущихся телег.

## История

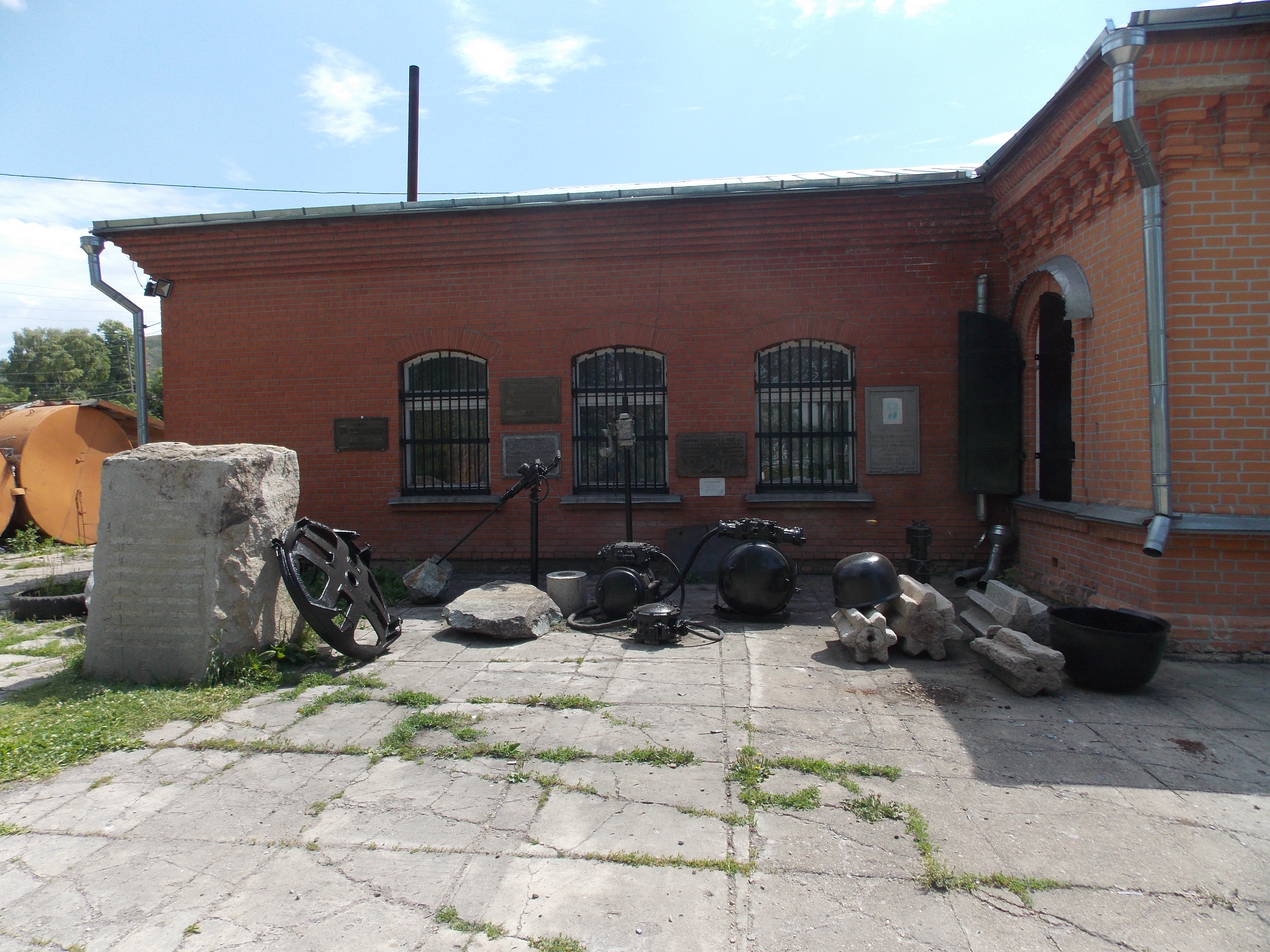
Гарман в Змеиногорском музее

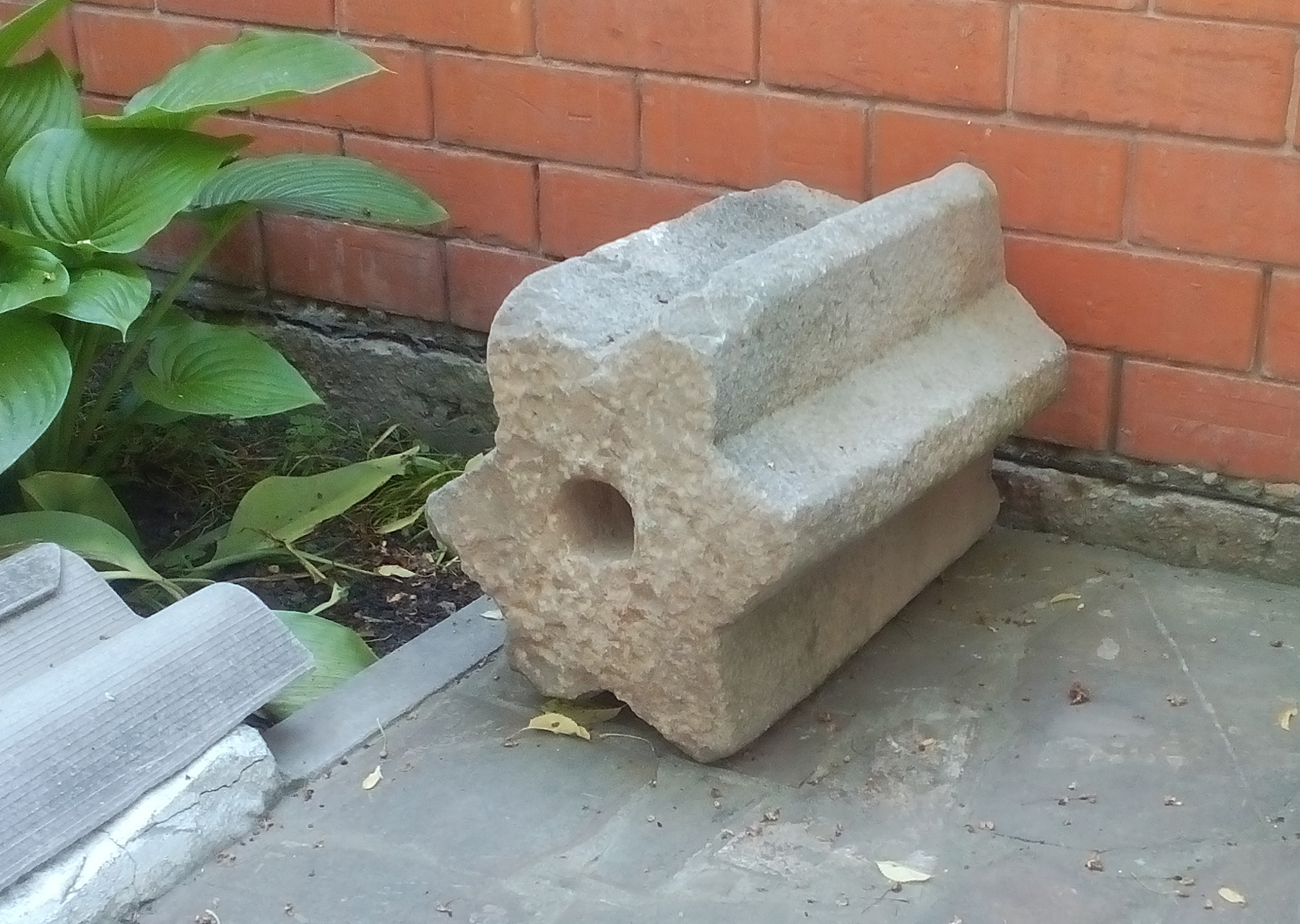
Шестигранный гарман

Гарман представлял собой каменный шестерёнчатый каток, имеющий шесть и более зубцов, который применялся в южных хозяйствах Новороссии при молотьбе урожая зерновых культур; широко использовался на Дону. Изготавливался вручную из кварцита — прочного и трудного в обработке природного камня.
Название инструмента происходит от общего названия «обмолота на гарманах» — вытаптывание зерна домашними животными (гоньба) и выдавливание колёсами движущихся телег. На подготовленную ровную земляную площадку раскладывались снопы, по которым вручную или с помощью лошадей перемещали гарман (чаще всего для удобства — по кругу). Ещё раньше обмолот зерна в России вели вручную, выбивая снопы цепами, поэтому гарманы в какой-то мере механизировали обмолот зерна. Применение молотилок (первые из них были паровыми) устранило ручной обмолот зерна.
В настоящее время гарманы различной степени сохранности можно найти в хуторах Ростовской области. Из-за их старинности и красивого вида они используются в ландшафтном дизайне и в оформлении открытых музейных экспозиций. Часто их считают жерновами мельниц, но это ошибочно.